# Jesse McCartney
Jesse McCartney (Ardsley, Nova York, 9 d'abril de 1987) és un cantant, autor de cançons, actor i actor de doblatge estatunidenc. Va arribar a la fama amb només 11 anys per la seva aparició a la sèrie All My Children. Després es va unir a la banda juvenil Dream Street, tot i que també té una carrera musical en solitari. També ha treballat a les sèries Summerland i Greek. Com a actor de doblatge, ha posat la veu a "Theodore" a la pel·lícula Alvin and the Chipmunks i també a les seves seqüeles, entre altres treballs (també en alguns videojocs).

## Biografia
Jesse McCartney prové d'una família d'artistes, Scott McCartney, el seu pare, i Ginger, la seva mare, tots dos han actuat en teatres de la seva comunitat cosa que va fer créixer l'interès en Jesse. Té dos germans petits, Lea i Tim McCartney.
Va debutar com a actor el 1997 en l'obra "The King And Me", representada a Broadway. Amb 11 anys va fer una audició per al paper del nen de The Sixth Sense, però no va ser triat per al paper. Al juny de 1998, va ser triat per a la sèrie de l'ABC, All My Children. Les seves habilitats interpretatives en aquesta sèrie van ser reconegudes per diverses organitzacions. Va ser nominat per a un Premi Emmy el 2001 i el 2002 com a millor actor jove. Des de llavors, va realitzar episodis de diferents sèries i papers secundaris en dues pel·lícules en les quals va formar part de l'elenc dels pirates del Central Park i de Pizza.
També va protagonitzar la pel·lícula independent Keith, dirigida per Todd Kessler.

## Carrera musical

### Principis
El seu primer pas musical va ser quan es va integrar al grup Sugar Beats i amb això la seva primera nominació als premis Grammy. Quan Jesse va complir 12 anys, va ser triat entre 2000 nois per formar part del grup Dream Street. Durant 3 anys i mig, Jesse va formar part d'aquest grup al costat d'altres quatre nois. El seu àlbum debut va aconseguir el lloc 37 en el Billboard 200 i el 1 en Billboard Top Independent Albums, aconseguint el disc d'or. Amb aquest grup, Jesse va tenir l'oportunitat de participar en la seva primera gira amb Britney Spears i Aaron Carter i les cançons del grup van aparèixer en les bandes sonores d'algunes pel·lícules com Pokemon 2000 i El petit vampir. En separar-se del grup, un parell d'anys més tard, es va reunir amb el productor de la seva antiga banda Sugar Beats, i junts van formar la nova productora Jump Ahead Productions.

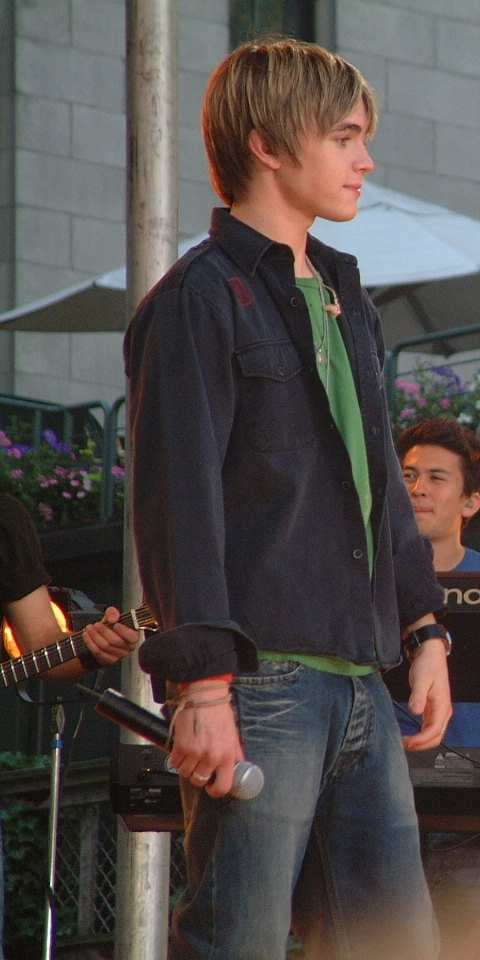
Jesse McCartney a Bryant Park el 24 de juny de 2005

### Solista
El 2004, va gravar el seu primer àlbum com a solista: Beautiful Soul, disc de platí als Estats Units. El 2006, va publicar un altre disc anomenat Right Where You Want Me, llançat el 19 de setembre. Després, el 20 de maig de 2008 va llançar el seu tercer disc, Departure, on canvia el seu estil de música. Compon la cançó "Bleeding Love" amb l'ajuda del grup One Republic, cançó gravada per Leona Lewis. Al febrer del 2009, va confirmar que anava a reeditar el álbm Departure, incloent 4 cançons noves; l'àlbum va prendre el nom de Departure: Recharged, el qual va sortir a la venda el 7 d'abril del mateix any. Va anar de gira amb els New Kids On The Block durant tot l'estiu per promocionar el nou àlbum.

### Beautiful Soul(2004 – 2005)
El seu primer àlbum, Beautiful Soul, va ser llançat el 28 de setembre de 2004, va aconseguir el 15 en el Billboard 200. El seu senzill, "Beautiful Soul", va aconseguir el número 16 en el Billboard Hot 100 i el 5 en Pop 100. Va ser certificat disc d'or als Estats Units el 29 de març de 2005, i disc de platí a Austràlia el mateix any. El segon senzill, "She's No You", va aconseguir el #91 en el Billboard Hot 100 i el #41 en Pop 100. Va ser inclòs en la primera banda sonora de Hannah Montana.
L'àlbum ha venut més d'1,5 milions de còpies al món i va ser certificat disc de platí als Estats Units el 10 de març de 2005.

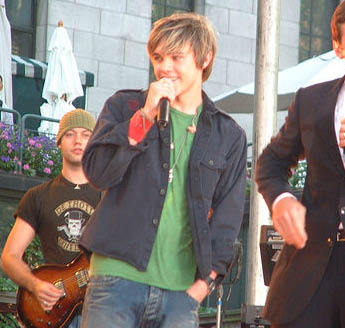
Jesse McCartney en concert

### Right Where You Want Me(2006 – 2007)
El seu segon àlbum, Right Where You Want Me, va ser llançat el 19 de setembre de 2006, posicionant-se en el #14 en el Billboard 200. El primer senzill es diu "Right Where You Want Me ", i va aconseguir el #33 en el Billboard Hot 100 i el #26 en Pop 100.
El segon senzill va ser "Just So You Know", rebent el lloc #8 a Itàlia. El tercer senzill de l'àlbum es va dir "Just Go", però va ser llançat només a Itàlia. Encara que el seu mànager va dir que no aniria de gira, a causa de la manca de suport de la seva empresa de registre, McCartney de totes maneres va realitzar diverses mostres a Itàlia i també als Estats Units. L'àlbum ha venut més de 655,840 còpies al món.

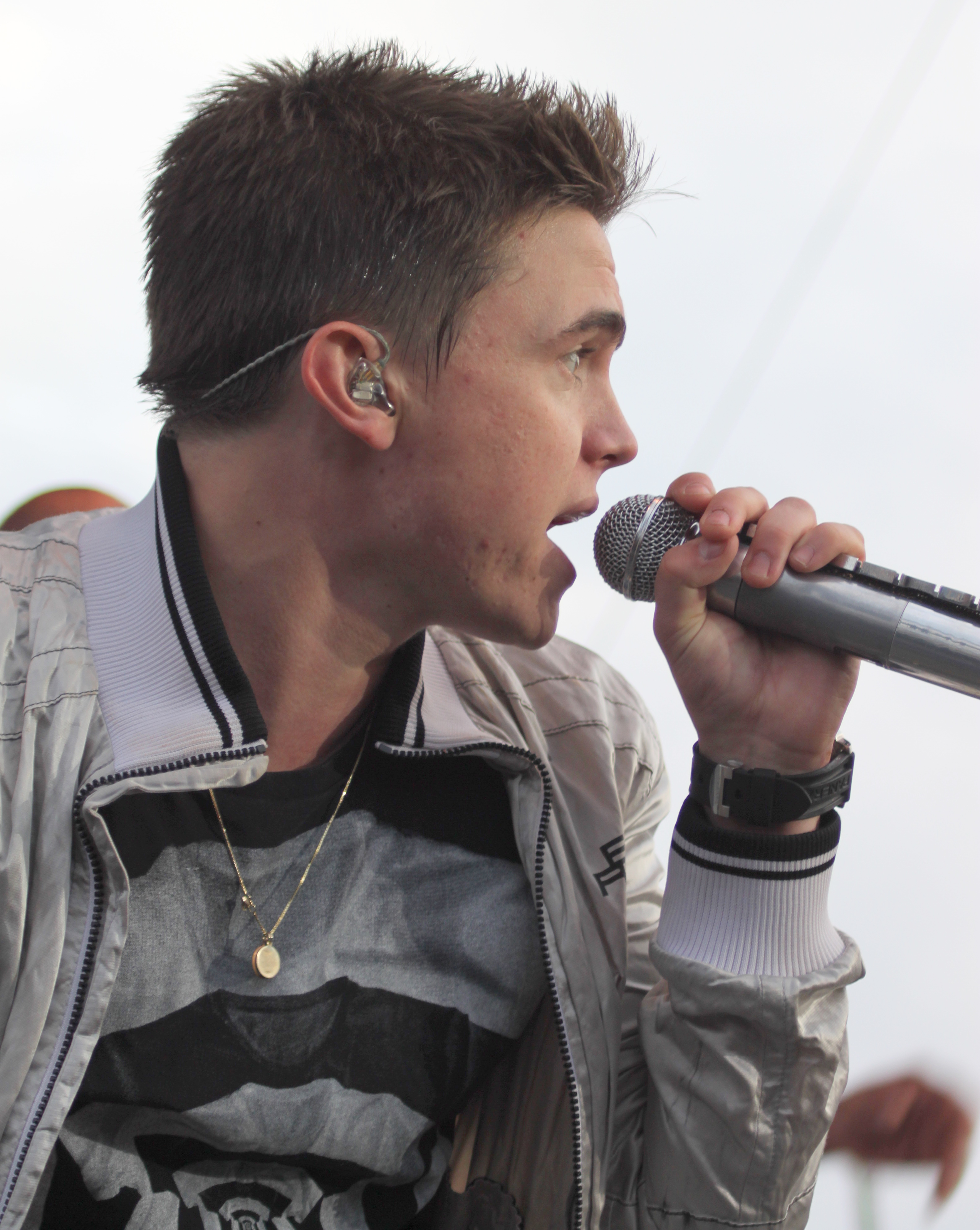
McCartney el 2009

### Departure(2008 - 2009)
Al cap d'un any i mig, va ser confirmat pel seu mànager que McCartney havia acabat l'enregistrament per al seu tercer àlbum Departure. L'àlbum va ser llançat el 20 de maig de 2008 als Estats Units i Canadà, aconseguint el #14 en el Billboard 200. McCartney va promocionar Departure en un tour amb Jordin Sparks, que va començar l'agost de 2008 i va acabar al setembre. Aquest disc ha venut 260 mil còpies als Estats Units a partir de febrer de 2009, i més de 314.380 al món.
El primer senzill va ser "Leavin'", que va arribar a ocupar el #10 en el Billboard Hot 100 i el #1 en Pop 100, arribant a ser disc de platí el 20 d'agost de 2008.
El segon senzill, "It's Over", va arribar al #62 en el Billboard Hot 100 i al #31 en Pop 100.

#### Departure: Recharged
Departure: Recharged és l'edició especial de Departure, va sortir a la venda el 7 d'abril de 2009. L'àlbum té 4 cançons noves: "Bodi Language", "Oxygen", "Crash & Burn", i "In My Veins". En l'àlbum també va sortir el remix oficial de "How Do You Sleep?", amb el raper/actor Ludacris.
El tercer senzill, "How Do You Sleep?", a duo amb Ludacris, va aconseguir el #26 en el Billboard Hot 100 i el #7 en Pop 100. "Body Language" va ser l'última cançó que McCartney va promocionar. El remix va ser llançat a internet al setembre del 2009, a duo amb T-Pain, aconseguint el #35 en el Billboard Hot 100. Per promocionar la cançó va realitzar una gira amb els New Kids on the Block, amb 40 parades pels EUA i Canadà.

### Have It All, EP i In Technicolor (2010 - present)
McCartney va confirmar el 10 d'octubre de 2009, que estaria entrant a l'estudi a finals de novembre o desembre del 2009 per començar a gravar el seu quart àlbum. També va comentar que tindrà un so semblant a Departure, però serà més amb un estil R&B.
El 10 d'agost de 2010, McCartney va anunciar a través del seu compte en Twitter que acaba d'acabar l'enregistrament i producció del seu quart àlbum. El primer senzill a promocionar va ser "Shake", llançat en les ràdios el mes de setembre i estrenat oficialment el 6 de setembre de 2010 al canal de Hollywood Records en YouTube, i llançat digitalment el 21 del mateix mes. Va debutar en el #90 del Billboard Hot 100.
El 6 de maig de 2012, la mare de McCartney va dir en el seu compte Twitter que la substitució del president del seu segell discogràfic, Hollywood Records el gener de 2012, estava retardant el llançament del seu àlbum.
El 12 d'agost de 2013, durant una transmissió en viu en l'estudi Kiss 108 Boston, McCartney va anunciar que el seu nou senzill del seu EP estaria disponible en iTunes l'endemà. Aquest mateix dia, McCartney va prometre llançar el seu nou senzill si la portada del mateix arribava als 50.000 likes en Facebook, arribant a més de 35.000 l'actor i cantant va llançar la seva nova cançó, que és la introducció a un EP, després de la cancel·lació del seu quart àlbum (Have It All) el 2010.
El 13 d'agost de 2013, McCartney va llançar la cançó "Back Together" sota el segell discogràfic d'Eight0Eight Records, sent el primer senzill del seu nou EP, In Technicolor, Part 1, que va ser llançat el 10 de desembre del mateix any.
Al maig de 2014, McCartney va llançar el primer senzill a promocionar, Superbad, del seu quart àlbum de estudi In Technicolor, llançat oficialment el 22 de juliol del mateix any. Va debutar en el #35 en la llista Billboard 200, venent més de 7.860 còpies en la seva primera setmana.

### Compositor
A la tardor del 2007, McCartney va coescriure la cançó "Bleeding Love" per a la cantant britànica Leona Lewis, Spirit. La cançó va estar nominada per a la Cançó de l'Any en els premis Grammy de 2009. McCartney va gravar la seva pròpia versió, que va ser llançada en algunes edicions del seu àlbum Departure.
La cançó va tenir èxit a tot el món i li va donar a McCartney èxit com a escriptor. També li va donar a McCartney moltes ofertes de directors i cantants. Simon Cowell li va demanar tornar a l'estudi amb Tedder per escriure cançons per American Idol. L'acompanyant del tour de McCartney el 2008, guanyadora de la sisena temporada de American Idol Jordin Sparks, es va acostar a ell per escriure material per a ella. També va escriure per a Vanessa Hudgens la cançó "Don't Leave" amb Antonina Armato i Tim James; va escriure "The Wave" amb Makeba Riddick per a Toni Braxton en el seu àlbum Premi.

## Filantropia
En el 2005, McCartney va participar en el senzill caritatiu "Come Together Now", per beneficiar les víctimes del terratrèmol de l'oceà Índic el 2004, i l'Huracà Katrina el 2005.
Més tard, McCartney va signar com a partidari oficial de Little Kids Rocks, una organització sense ànims de lucre que proporciona gratuïtament instruments musicals i ensenyament a nens desatesos a les escoles públiques dels Estats Units.
Està involucrat en la caritat SPACE, que va ser cofundada per un amic de la infància de la seva mare. McCartney va aparèixer en el concert de Hope Rocks el 2005 per a benefici de City of Hope Cancer. Va aparèixer en Concert for Hope el 25 d'octubre de 2009, amb estrelles de Disney com Miley Cyrus i Demi Lovato.